# Алтомонте
Алтомонте (итал. Altomonte) је насеље у Италији у округу Козенца, региону Калабрија.
Према процени из 2011. у насељу је живело 2041 становника. Насеље се налази на надморској висини од 466 м.

## Становништво
Према резултатима пописа становништва 2011. у општини је живело 4.341 становника.
| 1931. | 1936. | 1951. | 1961. | 1971. | 1981. | 1991. | 2001. | 2011. |
| ----- | ----- | ----- | ----- | ----- | ----- | ----- | ----- | ----- |
| 3.154 | 3.427 | 4.497 | 4.632 | 4.133 | 4.338 | 4.569 | 4.494 | 4.341 |

## Партнерски градови
- Вигарано Мајнарда